# 上宮記
『上宮記』（じょうぐうき、かみつみやのふみ）は、7世紀頃（推古朝か）に成立したと推定される日本の歴史書。

## 概要
『上宮記』は、7世紀頃（推古朝か）に成立したと推定される日本の歴史書である。『日本書紀』や『古事記』よりも成立が古い。鎌倉時代後期まで伝存していたが、その後は散逸し、『釈日本紀』・『聖徳太子平氏伝雑勘文』に逸文を残すのみである（『天寿国曼荼羅繍帳縁起勘点文』所引の「或書」も上宮記と見なす説がある）。特に『釈日本紀』巻十三に引用された継体天皇の出自系譜は、『古事記』・『日本書紀』の欠を補う史料として研究上の価値が高い（この系譜は「上宮記曰く、一に云ふ～」の形で引用されているので、厳密に言えば、『上宮記』が当時存在した別系統の某記に拠った史料である。つまり、某記の継体天皇系譜を『釈日本紀』は孫引きしているということになる）。
編者は不詳。上・中・下の3巻から成るか。書名の「上宮」は厩戸皇子が幼少・青年期を過ごした宮であるが（現奈良県桜井市）、『平氏伝雑勘文』に「太子御作」としているのは仮託であろう。本書の性格についても、聖徳太子の伝記とする説、上宮王家に伝来した史書とする説などがあって一定しない。神代の記述も存在したらしいが、まとまった逸文は継体天皇・聖徳太子関連の系譜で占められる。
その系譜様式や用字法の検討から、本書の成立は藤原宮跡出土の木簡より古く、推古天皇の時代まで遡る可能性も指摘されている。

## 成立について
関根淳は、太子と山背大兄だけが「大王」と呼ばれていることに注意し、両者の出身家である上宮王家を称揚する意図が見られるとした。そして、皇位を欲して盛んに動いた山背大兄王と、そちらに王統が移ってしまうと影響力が弱まることを懸念した蘇我蝦夷の対立を指摘し、『上宮記』は山背大兄王が自らの権威づけのために聖徳太子を賞賛した史書を作成させたものとし、その注は太子信仰を生み出し続けた法隆寺の僧侶が書いたものであると推定した。また、『上宮記』は、名前の表記や系譜の描写の仕方が『日本書紀』よりも素朴で古いと考えられることから、蘇我氏との関係を強調して作成された『天皇記』を、聖徳太子を軸とする系譜に改作したもの（『帝紀』及び『本辞』）であり、上宮王家が滅亡した後も伝えられ、後に聖徳太子伝として展開する元となったと推察している。
西條勉は、『逸文上宮記』に「一云」として載せられている「継体天皇出自系譜」は、その用字法から推古朝ないし大化前代の遺文である可能性が強いとし、作成主体についても蘇我氏の関与を重視する見解を支持した。また、これらに関しては幾つかの異見もあるが、この系譜が用字の面で記紀以前の古態をとどめている点は否定しがたく、加えて、天皇号が用いられていないということも勘案すべきとし、『上宮記』を推古朝修史圏内で捉えておくのが基本であろうとした。
黛弘道は、『上宮記』の文章は、記紀以後に述作されたというような新しいものでないことは、その用字法からして明瞭であり、用字法はどうしても時代の趨勢に拘束されるため、後から古めかして造るのは技術的にかなり難しく、用字法からいえば、継体天皇の世系は記紀編纂以前から『上宮記』やその原文によって判明していたと考えることができるとし、記紀が継体の系図を記さなかったのは、 天皇の5世孫という疎遠な皇親が皇統を継承した例はないから、5世代を克明に挙げる煩を避けたためであるとし、また、『日本書紀』に系図一巻が添えられた事実を忘れてはならず、継体天皇の世系は必ずこの系図の中に示されたに違いないのであり、『上宮記』はむしろその参考に供された資料とみるべきである、と主張した。
井上光貞は『上宮記』は七世紀の宮廷での創作ではないかとしている。
「701年（大宝元年）に律令法典が完成したが、継嗣令というその法典の一章には、「天皇の子の親王から第四世までは王というが、第五世からは皇族の待遇をうけない」とし、706年（慶雲3年）には第五世王も入ると改めた。
この法令の作られたちょうどその頃に、古事記と日本書紀は完成している。
古事記が継体天皇を応神の五世の孫とし、日本書紀が応神五世の孫の子としているのは、この知識が大きく働いていると思われるのである」と指摘している。
山尾幸久は『上宮記』逸文の原史料は、推古朝まで遡るのは難しく（記紀完成直前の）七世紀末か八世紀初めに書かれたと見ている。
堀大介は、『上宮記』は『古事記』『日本書紀』の、あとから書かれたのではないか？と考えている。

## 「一云」の系図について
西條勉は、継体を応神の5世孫とする伝承は古く、大宝継嗣令に基づく潤色とみるよりも、かえって継嗣令の方こそが大王系譜からの規制を被っているとみなければならないとし、すでに記紀の形態をとっていたとは考えられないが、少なくとも原応神〜武烈・手白香姫命の間を6世代とする系図はすでに固定されていて、それに合わせて継体の出自が造作されたとした。また、『上宮記』一云の背後に控える大王系図は、1世代記紀の系図とずれが存在することから、記紀において垂仁天皇-景行天皇-成務天皇-仲哀天皇になっている現行の皇統譜とは別の系図をとっていたと考えざるを得ないとし、それは、記紀の皇統譜が作成される以前の、おそらくはかつて推古朝の修史事業において作成されたものであるとした。加えて、「一云」の記述そのものから息長氏が継体の擁立を主導したことを検証するのは困難であり、継体の系図を作成する際に息長氏が関与したとした。そして、息長氏の内廷進出はいわゆるタラシ系天皇（舒明天皇、皇極天皇）の出現と密着しており、舒明の殯宮の際に、息長山田公が日嗣を誄したことが、息長氏が皇統譜再編になんらかの関与をしたとする先行研究を指摘し、タラシ系一団（景行、仲哀、神功）が舒明期以降に加上編入された疑いをもたれていることを指摘している。
黛弘道は、
- 『上宮記』の文章は、記紀以後に述作されたというような新しいものでないことは、その用字法からして明瞭であり、用字法はどうしても時代の趨勢に拘束されるため、後から古めかして造るのは技術的にかなり難しく、用字法からいえば、継体天皇の世系は記紀編纂以前から『上宮記』やその原文によって判明していたと考えることができる
- 記紀が継体の系図を記さなかったのは、 天皇の五世孫という疎遠な皇親が皇統を継承した例はないから、ここは五世代を克明に挙げる煩を避けたためである
- 『日本書紀』に系図一巻が添えられた事実を忘れてはならず、継体天皇の世系は必ずこの系図の中に示されたに違いないのであり、『上宮記』はむしろその参考に供された資料とみるべきであると主張した[3]。

井上光貞、山尾幸久は『上宮記』は推古朝まで遡るのは難しく、七世紀から八世紀にかけて造作されたものと指摘している。系図内容の信憑性を疑う研究者も多い。
「上宮記一云」が継体の祖としている「凡牟都和希王（ホムツワケ）」を、「品陀和気命（ホムタワケ）(応神)」ではないとする説がある。
「凡牟都和希」は「ホムツワケ」と読むのに対し、「応神 (品陀和気)」はあくまで「ホムタワケ」であって別人の名前だと考えるのである。
この「凡牟都和希（ホムツワケ）王」が誰のことかというと、「記・紀」に垂仁天皇の皇子として記録される（全く同じ名前の「ホムツワケ」である）「誉津別（日本書紀）品牟津和気命（古事記）」のことである、とする。
つまり、継体は当初「上宮記一云」では垂仁天皇の皇子の五世孫を自称していたのに、のちの時代において、応神天皇の五世孫の自称に改変した、というのである。
このように継体の出自の系譜が定まったものでなく、時代の設定によってコロコロと変化し、応神自身も実在が疑わしい人物であることから、そもそも継体が本当に遠い傍系の王族なのかも極めて疑わしい、というものである。
堀大介は、『上宮記』の系図は『記紀』の系図の埋まらない部分を埋めるため、あとから創作した。と考えている。

## 「上宮記」以外の史料に載せられている「継体天皇出自系譜」
『釈日本紀』の「上宮記」以外に載っている系譜としては、『水鏡』、『神皇正統記』、『愚管抄』に、応神 ─ 隼総別皇子 ─ 男大迹王 ─ 私斐王 ─ 彦主人王 ─ 継体と、釈日本紀（上宮記）とは異なる系譜が載っており、違いが生じている。